# ديوغو سانتوس
ديوغو سانتوس (13 نوفمبر 1984 بفيلا فرانكا دي إكسيرا في البرتغال - ) هو لاعب كرة قدم برتغالي في مركز الوسط. لعب مع نادي أروكا ونادي براشوف ونادي جل فيسنتي ونادي فاماليساو وU.D. Oliveirense ‏.

## روابط خارجية
- ديوغو سانتوس على موقع قاعدة بيانات كرة القدم.إي يو (الإنجليزية)
- ديوغو سانتوس على موقع Soccerway.com (الإنجليزية)